# John Heaton
Pour les articles homonymes, voir Heaton.
John Rutherford "Jack" Heaton est un skeletoneur et bobeur américain né le 9 septembre 1908 à New Haven (Connecticut) et mort le 10 septembre 1976 à Paris. En 1928, il devient le premier vice-champion olympique de skeleton de l'histoire, derrière son frère Jennison. Il remporte par la suite deux nouvelles médailles olympiques.

## Palmarès

### Jeux olympiques d'hiver
- Jeux olympiques de 1928 à Saint-Moritz (Suisse) :
  -  Médaille d'argent en skeleton.
- Jeux olympiques de 1932 à Lake Placid (États-Unis) :
  -  Médaille de bronze en bobsleigh à deux.
- Jeux olympiques de 1948 à Saint-Moritz (Suisse) :
  -  Médaille d'argent en skeleton.